# سام درخشانی
سام درخشانی (زادهٔ ۳۱ تیر ۱۳۵۴) بازیگر ایرانی است. او بازیگری را در کلاس بازیگری حمید سمندریان آموخت. او با بازی در مجموعه‌های تلویزیونی نابرده رنج (۱۳۹۰) و آوای باران (۱۳۹۲) به شهرت رسید.

## زندگی و حرفه
سام درخشانی در ۳۱ تیر ۱۳۵۴ در تهران به دنیا آمد. پدرش مغازه‌دار و مادرش خانه‌دار بود. او فرزند نخست خانواده بود و یک برادر و یک خواهرِ نقاش دارد. او فارغ‌التحصیل لیسانس علوم تجربی است و در حالت انصراف از دانشگاه در رشته تئاتر تحصیل می‌کرد.او در مدرسهٔ همت نو با آقا محمد متین یزدانی جزی و علیرضا حاتمی بزرگ در اصفهان تحصیل کرد او با ناصری گل کله… کلاس عربی داشت.
درخشانی در سال ۱۳۷۳ در ۱۹ سالگی وارد کلاس‌های بازیگری حمید سمندریان شد. او فعالیت خود را به‌عنوان بازیگر در تئاتر آغاز کرد. او برای کار مدلینگ تصمیم گرفت به ترکیه مسافرت کند، اما در سال ۱۳۷۸ از او برای حضور در مجموعه "شب‌زدگان دعوت شد. او در سال ۱۳۷۹، در ۲۵ سالگی، با فیلم دلباخته، نخستین تجربه سینمایی خود را کسب کرد. او سپس با مجموعه با من بمان در سال ۱۳۷۹ و مجموعه خانه پدری در سال ۱۳۸۰، به شهرت رسید.
درخشانی در خرداد ۱۳۹۴ هنگامی ۴۰ ساله بود با عسل امیرپور (ورزشکار و مربی) که ۳۲ ساله بود ازدواج کرد. او از طریق دوست خانوادگی مشترک در یک مهمانی با او آشنا شده بود. خطبه عقد این دو توسط سید محمد خاتمی، رئیس‌جمهور سابق ایران، خوانده شد. حاصل این ازدواج دو فرزند است که به‌ترتیب در آذر ۱۳۹۶ در کانادا و در مهر ۱۳۹۹ در تهران متولد شده‌اند.
درخشانی در خرداد ۱۳۹۹، به‌علت ارسال پستی در اینستاگرام دربارهٔ مفسدان اقتصادی به دادسرای فرهنگ و رسانه احضار شد. او می‌گوید دلیل احضار او، شکایت یکی از افراد حاضر در عکس منتشر شده بود.

## آثار

### سینما
| سال  | نام فیلم               | کارگردان         |
| ---- | ---------------------- | ---------------- |
| ۱۴۰۲ | تگزاس ۳                | مسعود اطیابی     |
| ۱۴۰۰ | ۲۸۸۸                   | کیوان علیمحمدی   |
| ۱۴۰۰ | قدغن                   | مجید مافی        |
| ۱۳۹۹ | خائن‌کشی                | مسعود کیمیایی    |
| ۱۳۹۸ | مرده خور               | صادق دقیقی       |
| ۱۳۹۸ | نیلگون                 | حسین سهیلی‌زاده   |
| ۱۳۹۸ | خوب بد جلف ۲: ارتش سری | پیمان قاسم‌خانی   |
| ۱۳۹۷ | پالتو شتری             | مهدی علی میرزایی |
| ۱۳۹۷ | تگزاس ۲                | مسعود اطیابی     |
| ۱۳۹۷ | پاستاریونی             | سهیل موفق        |
| ۱۳۹۷ | تخته گاز               | محمد آهنگرانی    |
| ۱۳۹۶ | دشمن زن                | کریم امینی       |
| ۱۳۹۶ | خجالت نکش              | رضا مقصودی       |
| ۱۳۹۶ | تگزاس                  | مسعود اطیابی     |
| ۱۳۹۵ | خوب بد جلف             | پیمان قاسم‌خانی   |
| ۱۳۹۴ | هوس                    | محمد خراط زاده   |
| ۱۳۹۳ | باج                    | بهمن گودرزی      |
| ۱۳۹۳ | عروس برفی              | سیروس الوند      |
| ۱۳۹۲ | ارثیه پرماجرا          | رسول محمدی       |
| ۱۳۹۱ | مسیر روشن              | حسن آخوندپور     |
| ۱۳۸۹ | سرسپرده                | بهمن گودرزی      |
| ۱۳۸۸ | دلواپسی                | بهمن گودرزی      |
| ۱۳۸۸ | پسری شبیه بابا         | میلاد کزازی      |
| ۱۳۸۸ | تکیه بر خورشید         | حسین سحرخیز      |
| ۱۳۸۷ | شکار روباه             | مجید جوانمرد     |
| ۱۳۸۷ | نطفه شوم               | کریم آتشی        |
| ۱۳۸۷ | آنجا که زاده شدم       | مسعود آب‌پرور     |
| ۱۳۸۷ | ردپایی در بزرگراه      | حسین تبریزی      |
| ۱۳۸۶ | عروس زندان             | پرند زاهدی       |
| ۱۳۸۶ | به نام گل سرخ          | فیاض موسوی       |
| ۱۳۸۴ | صحنه جرم ورود ممنوع    | ابراهیم شیبانی   |
| ۱۳۸۴ | شهر آشوب               | یدالله صمدی      |
| ۱۳۸۳ | جدا افتاده             | داوود موثقی      |
| ۱۳۷۹ | دلباخته                | خسرو معصومی      |

### تلویزیون
| سال  | نام مجموعه         | کارگردان           | پخش        |
| ---- | ------------------ | ------------------ | ---------- |
| ۱۳۷۸ | شب‌زدگان            | امیرحسین قهرایی    | شبکه تهران |
| ۱۳۷۹ | با من بمان         | حمید لبخنده        | شبکه سه    |
| ۱۳۷۹ | همسفر              | قاسم جعفری         | شبکه سه    |
| ۱۳۸۰ | خانه پدری          | فریدون حسن پور     | شبکه تهران |
| ۱۳۸۱ | دریایی‌ها           | سیروس مقدم         | شبکه پنج   |
| ۱۳۸۴ | روزهای اعتراض      | حسین سهیلی زاده    | شبکه دو    |
| ۱۳۸۵ | ما چند نفر         | فیاض موسوی         | شبکه یک    |
| ۱۳۸۵ | سال‌های برف و بنفشه | سعید سلطانی        | شبکه سه    |
| ۱۳۸۶ | ساعت شنی           | بهرام بهرامیان     | شبکه یک    |
| ۱۳۸۷ | روزهای زیبا        | جواد افشار         | شبکه تهران |
| ۱۳۸۸ | در چشم باد         | مسعود جعفری جوزانی | شبکه یک    |
| ۱۳۸۸ | خسته‌دلان           | سیروس الوند        | شبکه یک    |
| ۱۳۸۹ | دارا و ندار        | مسعود ده‌نمکی       | شبکه تهران |
| ۱۳۹۰ | نابرده رنج         | علیرضا بذرافشان    | شبکه سه    |
| ۱۳۹۰ | شهر دقیانوس        | مهرداد خوشبخت      | شبکه یک    |
| ۱۳۹۰ | مثل شیشه           | جواد مزدآبادی      | شبکه یک    |
| ۱۳۹۱ | راستش را بگو       | محمدرضا آهنج       | شبکه یک    |
| ۱۳۹۱ | رؤیای گنجشک‌ها      | راما قویدل         | شبکه دو    |
| ۱۳۹۲ | پژمان              | سروش صحت           | شبکه سه    |
| ۱۳۹۲ | ماتادور            | فرهاد نجفی         | شبکه یک    |
| ۱۳۹۲ | دولت مخفی          | راما قویدل         | شبکه دو    |
| ۱۳۹۲ | آوای باران         | حسین سهیلی زاده    | شبکه سه    |
| ۱۳۹۳ | همه چیز آنجاست     | شهرام شاه‌حسینی     | شبکه سه    |
| ۱۳۹۴ | پشت بام تهران      | بهرنگ توفیقی       | شبکه سه    |
| ۱۳۹۴ | زاویه هفتم         | محمود معظمی        | شبکه سه    |
| ۱۳۹۵ | هشت و نیم دقیقه    | شهرام شاه‌حسینی     | شبکه دو    |
| ۱۳۹۶ | گسل                | علیرضا بذرافشان    | شبکه یک    |
| ۱۳۹۶ | لیسانسه‌ها ۲        | سروش صحت           | شبکه سه    |

### شبکه نمایش خانگی
| سال  | نام سریال                | کارگردان                  |
| ---- | ------------------------ | ------------------------- |
| ۱۴۰۳ | قهوه پدری                | مهران مدیری               |
| ۱۴۰۲ | داوینچیز                 | افشین هاشمی               |
| ۱۴۰۲ | شب‌های مافیا:زودیاک       | محمدرضا رضاییان           |
| ۱۴۰۲ | خائن‌کشی (مینی سریال)     | مسعود کیمیایی             |
| ۱۴۰۱ | سووشون                   | نرگس آبیار                |
| ۱۴۰۱ | روزی روزگاری مریخ        | پیمان قاسم‌خانی محسن چگینی |
| ۱۴۰۰ | جوکر                     | احسان علیخانی             |
| ۱۴۰۰ | قبله عالم                | حامد محمدی                |
| ۱۳۹۹ | خوب، بد، جلف: رادیواکتیو | محسن چگینی                |
| ۱۳۹۹ | شبهای مافیا              | سعید ابوطالب              |
| ۱۳۹۳ | شام ایرانی               | سروش صحت                  |

### اجرا
- مسابقه ایران (سعید رضایت) - ۱۳۹۸

### تئاتر
- فردریک (حمیدرضا نعیمی)، تالار وحدت، ۱۴۰۴[۵]